# 彦根仏壇

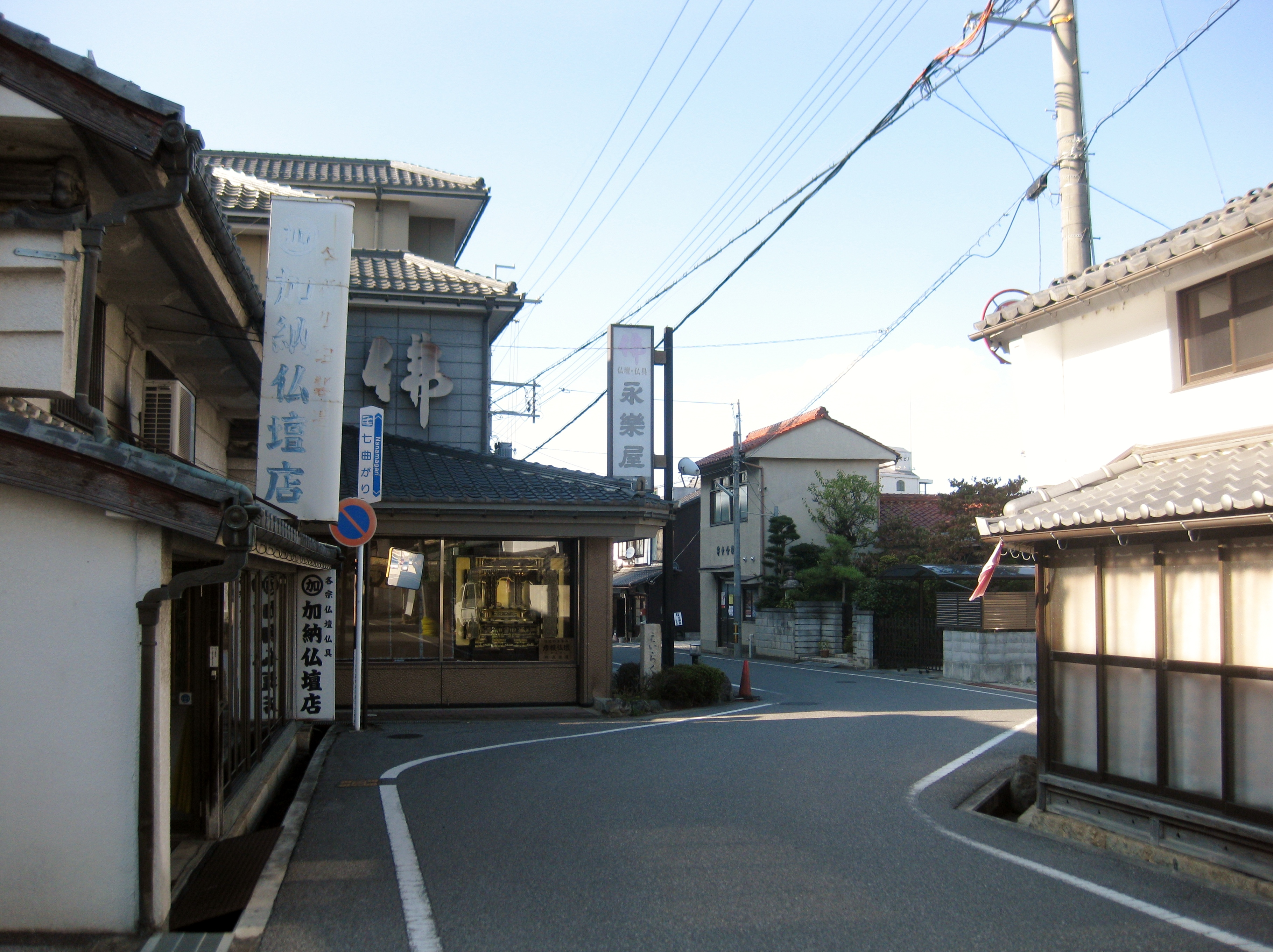
彦根仏壇の店が軒をつらねる七曲がり

彦根仏壇（ひこねぶつだん）は滋賀県彦根市およびその周辺で製造される金仏壇の総称。仏壇仏具業界では初めて1975年（昭和50年）に通商産業大臣によって伝統的工芸品に指定される。

## 歴史
彦根仏壇の起源は江戸時代中期とされ、武具武器の製作にたずさわっていた塗師や指物師、錺金具師などが仏壇製造に転向したのが始まりと言われる。彦根市の位置する湖東地域は湖北地方と並んで、古くから仏教の盛んな地だったが、キリシタン禁止政策にともなって異教徒でない証拠として仏壇を設けることが一般化したことと、彦根藩主の強力な庇護を受けたことに後押しされ、問屋制家内工業の形態と分業組織が成立した。戦後、彦根仏壇同業組合が結成され、検査制度を設けるなどの品質向上に努め、彦根の地場産業として飛躍した。
彦根仏壇は漆塗り、金箔押しがされており、金仏壇に分類される。サイズとしては幅4尺、高さ5尺8寸で、一間の仏間に納める大型の仏壇が主流である。

## 製造システムの特徴
工部七職という各分野の職人がそれぞれ独立した工房を構え、仏壇店は工程に沿って順次発注をかけることによって仏壇製造を進めていく。そのため、各部品は「ほぞ組み」という分解可能な構造になっている。以下、生産の順序と各職の役割を示す。
- 木地（木地師）  - 欅、檜松、黒檀などの木材から仏壇に適したものを選んで本体を作る。設計図はなく、注文によって「杖」と呼ばれる定規を新しく作って製作する。
- 宮殿（宮殿師） - 1600種にも及ぶ小さな木片の部品を造り、屋根や柱を作る。
- 彫刻（彫刻師） - 仏壇の装飾部に花、羅漢、菩薩などのデザインを鑿や小刀などで手彫りする。
- 漆塗（漆塗師） - 下地、中塗、上塗の順で漆を塗り、更に研ぎ出し、磨く作業を繰り返す。木材の木目が見えるように塗る「木目出し塗り」は彦根仏壇の特徴である。
- 蒔絵（蒔絵師） - 漆などで下絵を描き、その上に金粉、銀粉、貝などを蒔いて研磨し、仕上げの線を加筆して仕上げる。豪華さや立体感を出す技法は「泥盛り」と呼ばれる。
- 金箔押（金箔押師） - 仏壇1本に対し、1000枚以上の金箔を1枚ずつ貼り付ける。
- 錺金具（錺金具師） - 金、銀、銅などを使って彫金し、仏壇の装飾金具を作る。
- 組立（仏壇店） - 七職の職人が製作した部品を仏壇問屋が組み立て、仕上げを行って完成する。